# Breitenlee
Breitenlee est une ancienne commune de Basse-Autriche qui fait partie depuis 1938 du 22e arrondissement de Vienne (Donaustadt) et est l'une des 89 communautés cadastrales de Vienne.

## Histoire

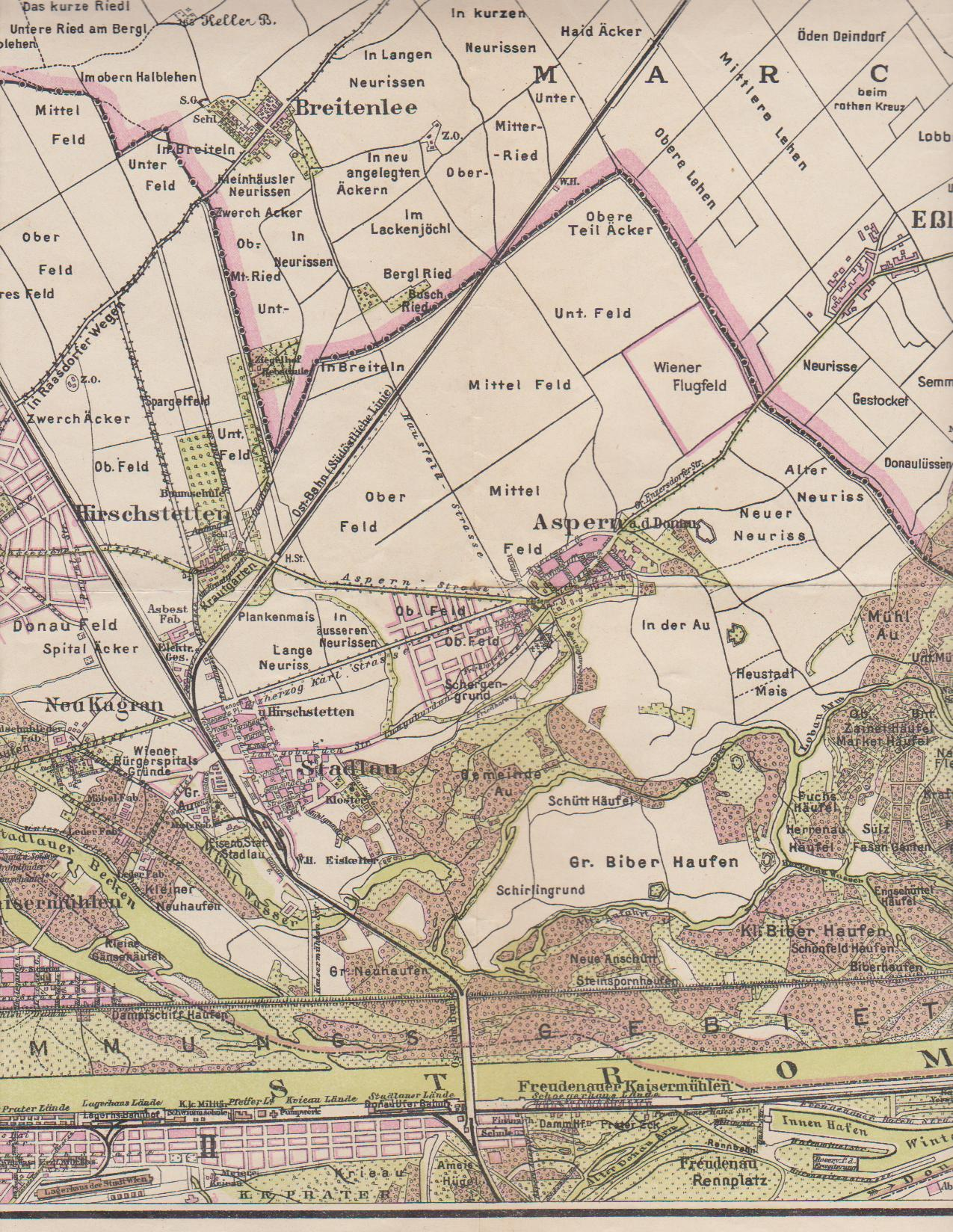
Plan de Breitenlee en 1912